# Скаткін Михайло Миколайович
Михайло Миколайович Скаткін — радянський педагог, дидакт.

## Життєпис
Педагогічну діяльність Михайло Скаткін почав у 1919 році вчителем початкової школи. З 1920 по 1930 роки його життя пов'язане зі спільною роботою з видатним вітчизняним педагогом Станіславом Шацьким. Під його керівництвом М.Скаткін працює на 1-й науково-дослідної станції з народної освіти Наркомосу Російської РФСР . У 1925 році Михайло Скаткін закінчує при цій станції педагогічні курси. З 1930 року він веде науково-дослідну роботу в Інститутах наукової педагогіки при 2-му МДУ та політехнічної освіти. Одночасно викладає в інститутах Москви.
З 1945 року Михайло Скаткін працюваввусистемі Академії педагогічних наук з 1957 зроку авідував підрозділами, які розробляють проблеми дидактики. У 1950 році М. Скаткін обирається членом-кореспондентом Академії педагогічних наук РРФСР, потім після реорганізації академії в 1968 році обирається членом-кореспондентом АПН СРСР. Перебував у Відділенні методології, теорії та історії педагогіки  .
У 1970 році захистив дисертацію на ступінь доктора педагогічних наук на тему «Проблеми дидактики» і отримав звання професора. У 1985 році обирається дійсним членом АПН СРСР.

## Внесок у розвиток педагогіки
Михайло Скаткін займався методологією педагогічної науки, питаннями вдосконалення процесу навчання, змісту освіти тощо.
"Уявлення, поняття, закони, — пише Михайло Скаткін, — не можна механічно вкласти в голови учнів. Сформувати їх повинен обов'язково сам учень під керівництвом і за допомогою вчителя. Освіта уявлень, понять, усвідомлення законів — активний процес мислення і діяльності учнів ".
Його дослідження з фундаментальних проблем дидактики (теорії політехнічної освіти, принципів і методів навчання) лягли в основу робіт, що проводилися в СРСР та інших країнах. Михайло Скаткін одним з перших почав розробку теорії конструювання навчальних програм. Автор ряду нових принципів дидактики, включаючи принцип науковості навчання який він виділив, як самостійний вперше у вітчизняній дидактиці в 1950 році.
Багато років співпрацював з відомим вітчизняним дидактом Ісааком Лернером . В результаті цієї співпраці ними була розроблена теорія змісту освіти та класифікація методів навчання. Значна його роль у виявленні шляхів вдосконалення процесу навчання в 60-80-ті рр. Михайло Скаткін відрізнявся майстерністю систематизації стану дидактики і окремих її проблем, надаючи їх сукупності концептуальну цілісність .

### Наукові праці
- Дидактика средней школы / Под ред. М. А. Данилова, М. Н. Скаткина. М., 1975.
- Скаткин М. Н., Краевский В. В. Содержание общего среднего образования: Проблемы и перспективы. М., 1981.
- Скаткин М. Н. Активизация познавательной деятельности учащихся в обучении. М., 1965.
- Скаткин М. Н. Вопросы теории построения программ в советской школе. М.,1949.
- Скаткин М. Н. Методология и методика пед. исследований. М., 1986.
- Скаткин М. Н. Методика преподавания естествознания в начальной школе. М., 1952.
- Скаткин М. Н. Научные основы методики преподавания естествознания в начальной школе. М., 1946.
- Скаткин М. Н. Некоторые вопросы дидактики в свете учения И. П. Павлова о высшей нервной деятельности. М., 1952.
- Скаткин М. Н. О школе будущего. М., 1974.
- Скаткин М. Н. Политехническое обучение на современном этапе развития школы. М., 1956.
- Скаткин М. Н. Проблемы современной дидактики. 2-е изд. М., 1984.
- Скаткин М. Н. Совершенствование процесса обучения. М., 1971.
- Скаткин М. Н. Формализм в знаниях учащихся и меры борьбы с ним. М., 1956.
- Скаткин М. Н. Школа и всестороннее развитие детей. М., 1980.

## Ушанування пам'яті
- У 2012 році в Російській Академії освіти заснована медаль імені Михайла Скаткіна.
- Восени 2015 року ІТІП РАО проводив ювілейну наукову конференцію до 115-річчя від дня народження М. М. Скаткіна .